# Luchs
Luchs (njemački za risa) je njemačko 8x8 amfibijsko izvidničko oklopno vozilo (Spähpanzer) koje je u službi njemačke vojske od 1975. godine. Ukupno je napravljeno 408 takvih vozila za potrebe njemačke vojske i zbog svoje koncepcije nije doživjelo izvozni uspjeh. Luchs je projektiran da bi se teže zamijetio, sa sposobnošću brze plovidbe po vodi i dobrim terenskim sposobnostima. Luchsa je zamijenilo vozilo Fennek.

## Razvoj
Proizvodnja Luchsa je počela 1973. kada je njemačka tvrtka Henschel Wehrtechnik potpisala ugovor vrijedan 300 milijuna njemačkih maraka s njemačkom vladom. Po ugovoru, tvrtka je trebala isporučiti 408 vozila Luchs njemačkoj vojsci. Prvo serijsko vozilo završeno je u svibnju 1975., a proizvodnja je trajala do 1978. godine. Luchs je bio prilagođen potrebama njemačke vojske i njemačkim teritorijalnim uvjetima. Zbog takvih osobina i ograničenosti koncepcije Luchs nije doživio izvozni uspjeh.

## Osobine

### Naoružanje
Glavno naoružanje čini 20 mm top Rheinmetall MK 20 Rh 202 koji je ugrađen u Rheinmetallovu kupolu TS-7. Top je odvojen posebnom pregradom i sigurnosnim oklopom od dijela kupole namijenjenog posadi. Kupola je dvočlana, a u njoj se nalaze zapovjednik koji slijedi lijevo i topnik koji je lijevo. Obojca imaju ciljanički periskop PERI-Z11 A-1 za ciljanje i izviđanje. Top i kupola su elektrohidraulički pokretani. Elevacija topa od -15o do +69o omogućuje gađanje ciljeva u zraku, kao npr. helikoptera i niskoletećih aviona. Top ispaljuje standardne NATO granate 20x139 mm. Brzina paljibe iznosi 800 do 1000 granata u minuti uz maksimalni domet 2000 metara. Borbeni komplet za top čini 375 granata. Sekundarno naoružanje čini 7,62 mm strojnica.
Naoružanje Luchsa nije namijenjeno napadnom djelovanju, nego samo zaštiti vozila i posade. Sustav u kupoli je moderniziran 1982. godine. Ugrađen je sustav za noćno nadziranje i ciljanje WBG, koji se sastoji od termovizije čija se slika prikazuje na posebnom ekranu ispred zapovjednika. Inaćica s ovim izmjenama dobila je oznaku Luchs A2.

### Pokretljivost
Luchs je razvijan kao izvidničko vozilo s odličnim voznim sposobnostima. Motor koji pokreće Luchs je postavljen u srednji desni dio vozila, odmah iza kupole. Dieselov motor Daimler-Benz OM 403 A razvija 390 KS i može postići brzinu do 90 km/h. Luchs ima istu brzinu kretanja kreće li se naprijed ili unazad. Pogon i upravljanje prenosi se na svih 8 kotača, ali kod vožnje po putevima volan dijeluje samo na prva četiri kotača. S 500 litara goriva u spremniku može prijeći 730 km.
Uz izvrsne vozne sposobnosti po tlu, Luchs ima i amfibijske sposobnosti. Po vodi se kreće uz pomoć dva četverokraka propelera koji se nalaze na kraju vozila. Njihovim zakretanjima, određuje se smjer plovidbe. Brzina plovidbe iznosi dobrih 10 km/h.

### Oklop
Tijelo Luchsa je napravljeno od zavarenih čeličnih ploča pancirnog čelika. Ovaj oklop posadu štiti od vatre streljačkog naoružanja manjeg kalibra i krhotina granata. Ploče na prednjem djelu vozla su nešto deblje, tako da štite od paljbe topova kalibra 20 mm. U vrijeme razvoja, oklop Luchsa je bio zadovoljavajuć, ali pojavom protuoklopnih raketa s kumulativnim bojnim glavama, postao je laka meta. Luchs je opremljen i sustavom za NBC zaštitu posade.